# St. Martin (Fischenich)

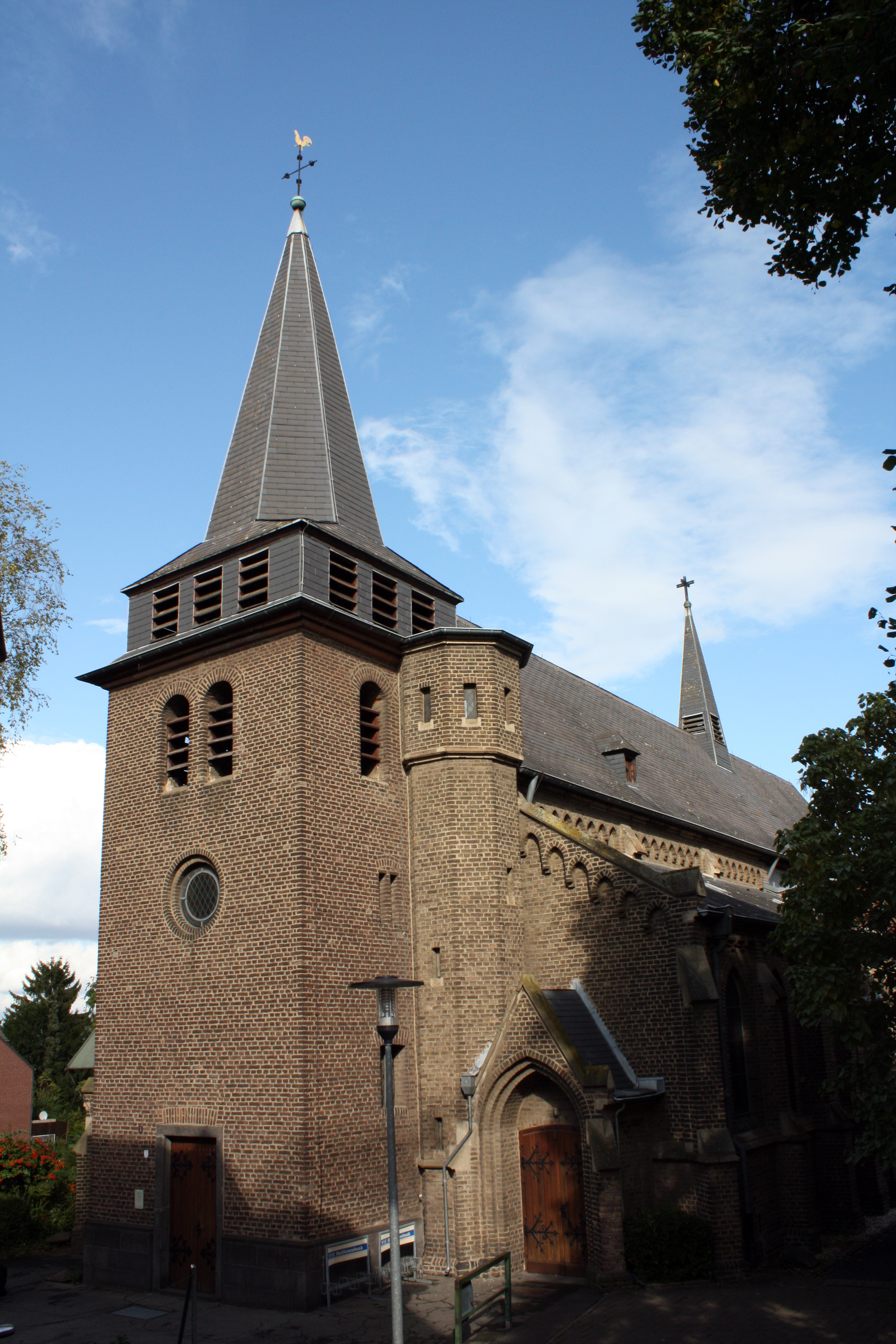
Pfarrkirche St. Martin

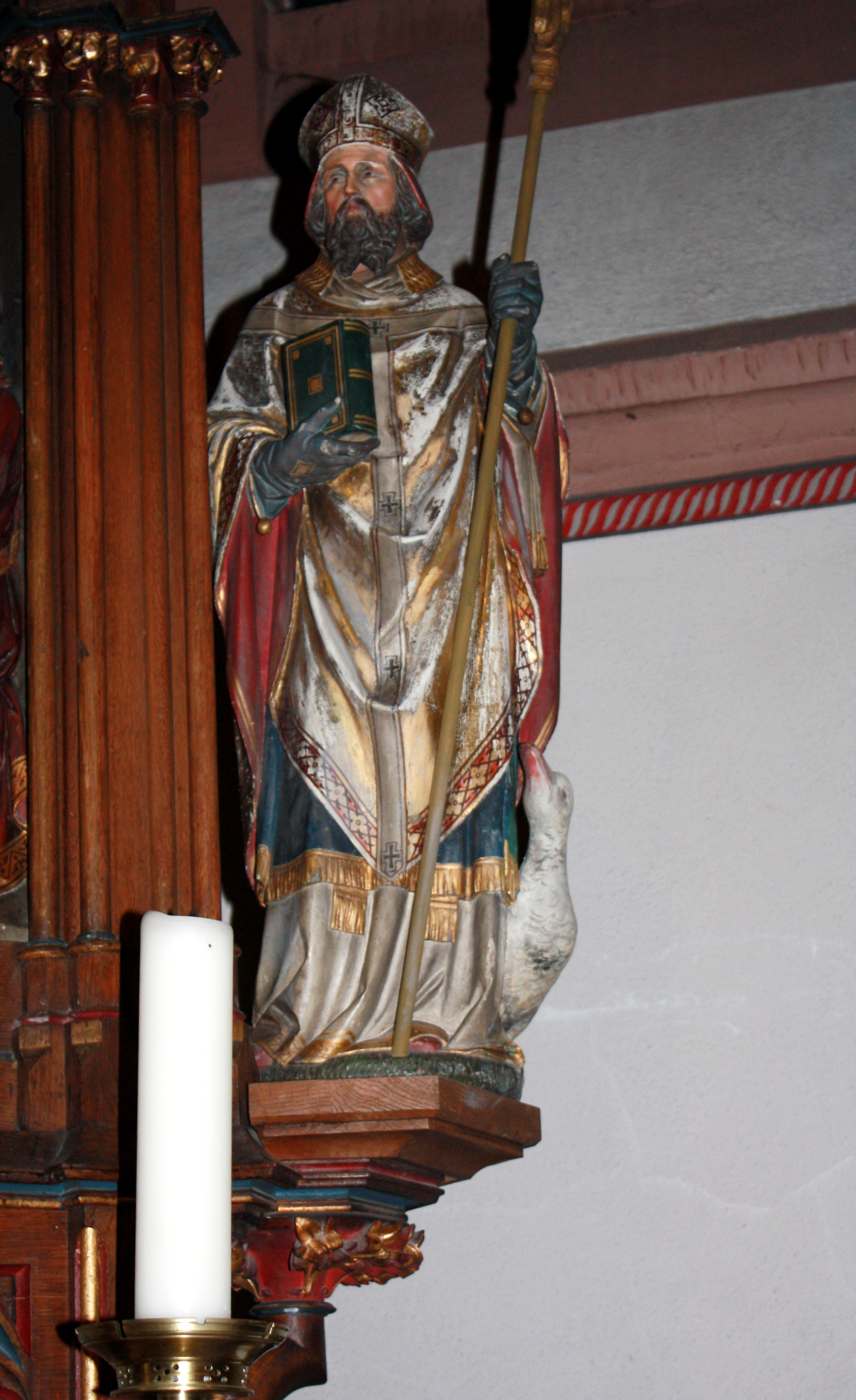
Darstellung des Martinus als Bischof

Die heutige Pfarrkirche St. Martin in Hürth-Fischenich geht in ihrem Ursprung auf das 12. Jahrhundert zurück. Sie ist wie alle ihre Vorgängerkirchen dem hl. Martin geweiht, zweiter Patron ist der hl. Antonius. Beide Heilige finden sich in unterschiedlichen Darstellungen im Kircheninneren.

## Entwicklung
Bei dem Kirchenbau von 1728 handelt es sich wahrscheinlich um einen Erweiterungsbau. Das ursprünglich romanische, aus Trassstein errichtete Bauwerk, hatte ein schmales, 48 Fuß langes Mittelschiff, welches mit einer nach Osten gerichteten, halbkreisförmigen Apsis abschloss. Dem Mittelbau schlossen sich auf beiden Seiten, jeweils 32 Fuß lange und 13 Fuß breite, mit niedrigen Pultdächern versehene Abhänge an. Diese seitlichen Anbauten verbanden sich mit dem Kirchenschiff durch auf Pfeilern ruhende Rundbögen. An den Abschlussmauern der Abhänge fanden sich Fragmente römischen Gussmauerwerks, welches wahrscheinlich ebenfalls, wie schon bei der wenige Meter entfernten Burg vorhanden, dem als „Steinbruch“ benutzten Römerkanal entstammte. Der von den Kartäusern in Köln (mit Besitz in Fischenich) geführten Chronik konnte entnommen werden, dass sie im Jahr 1523 23 Florin für Erweiterungen der Abhänge zahlten. Diese wurden um 16 Fuß verlängert und mit Ziegelmauerwerk auf die Höhe des Mittelschiffs gebracht. Die Außenwände erhielten jeweils drei gotische Fenster aus Haustein, deren Maßwerk Fischblasenornamente erhielten.
Aus dem Umstand, dass die Apsis mit romanischem Charakter spitzbogige Fenster aufwies, schloss man auf eine Bauausführung oder Änderung am Ende des 12. Jahrhunderts.
Der Kirchenbau wies einen am äußeren östlichen Strebepfeiler eingemauerten Stein besonderer Art auf, der Rückschlüsse auf die Entstehung einer Kapelle als erstes Kirchenbauwerk zuließ. Der mit einem eingemeißelten Kreuz versehene Stein wurde von Archäologen in die oben angeführte Zeit eingeordnet und diente wahrscheinlich einem neu erbauten Gotteshaus als „Konsekrationskreuz“.
Diese damalige Kapelle ist auch durch ein Dokument belegt. So heißt es bezüglich Fischenich in einem Pergament des Klosterarchives des Jahres 1494: fuit olim capella eclesiae parochialis in Efferen.

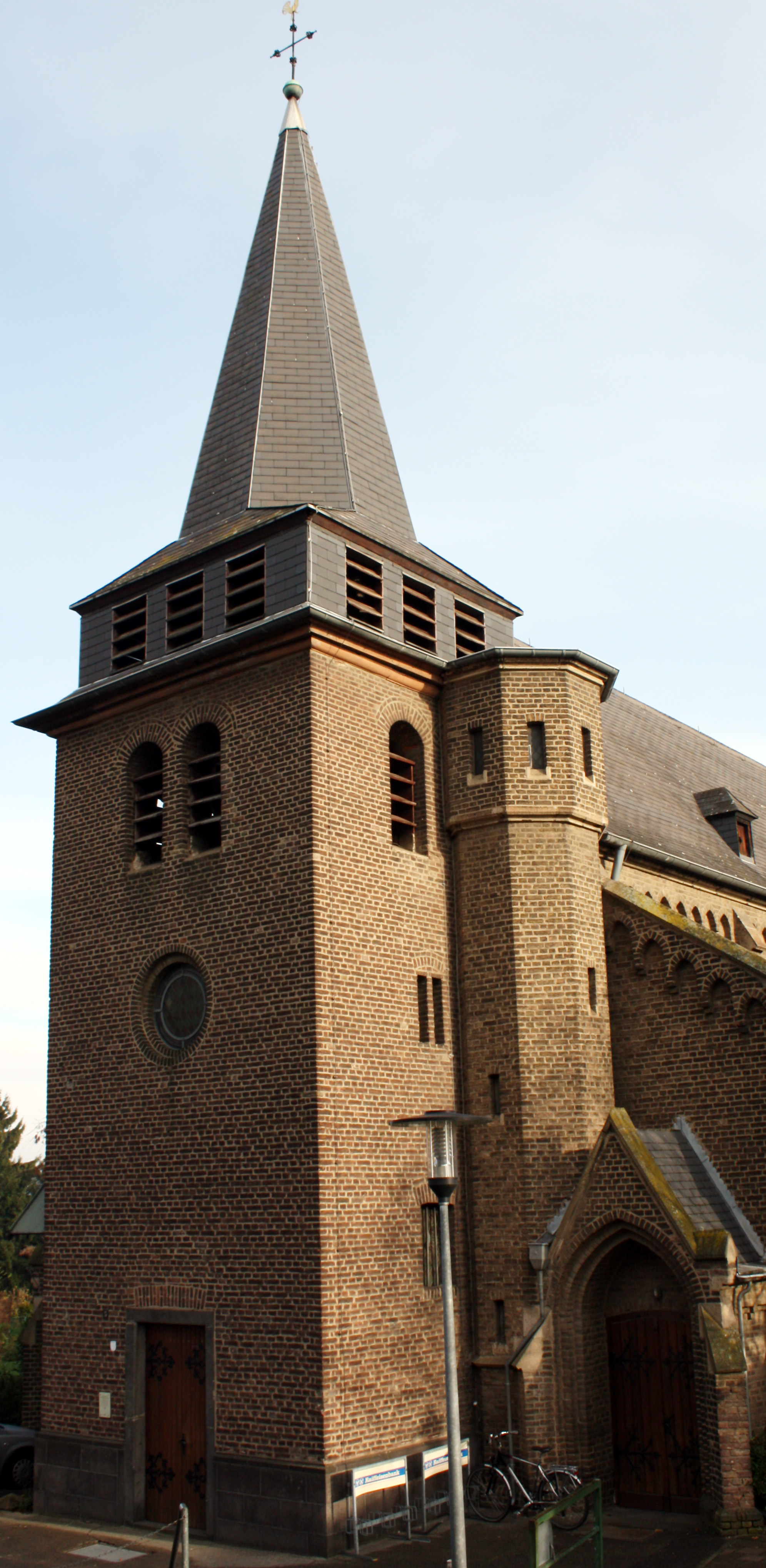
Erhaltener Westturm (1728)
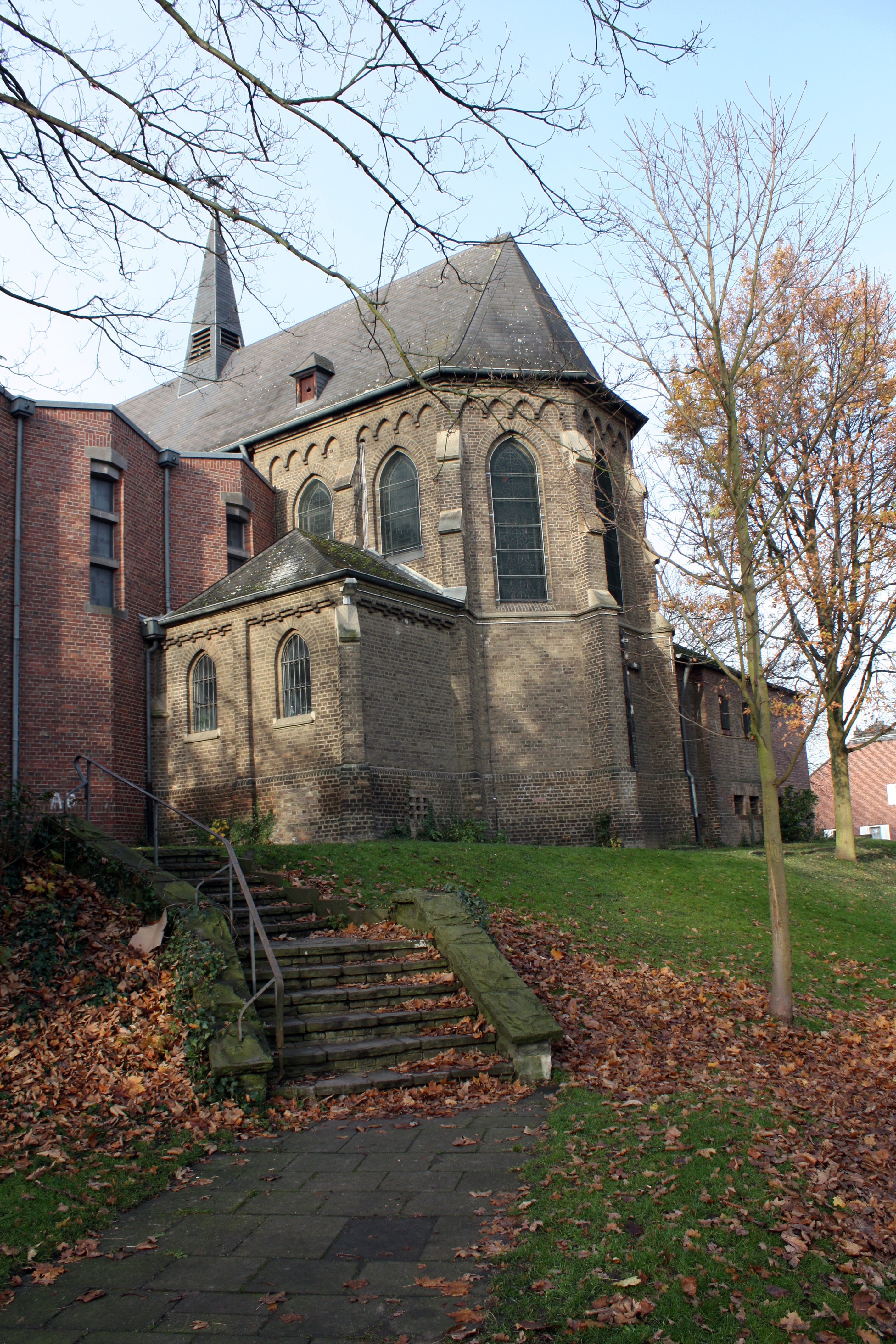
Ostseite „Am Kirchberg“
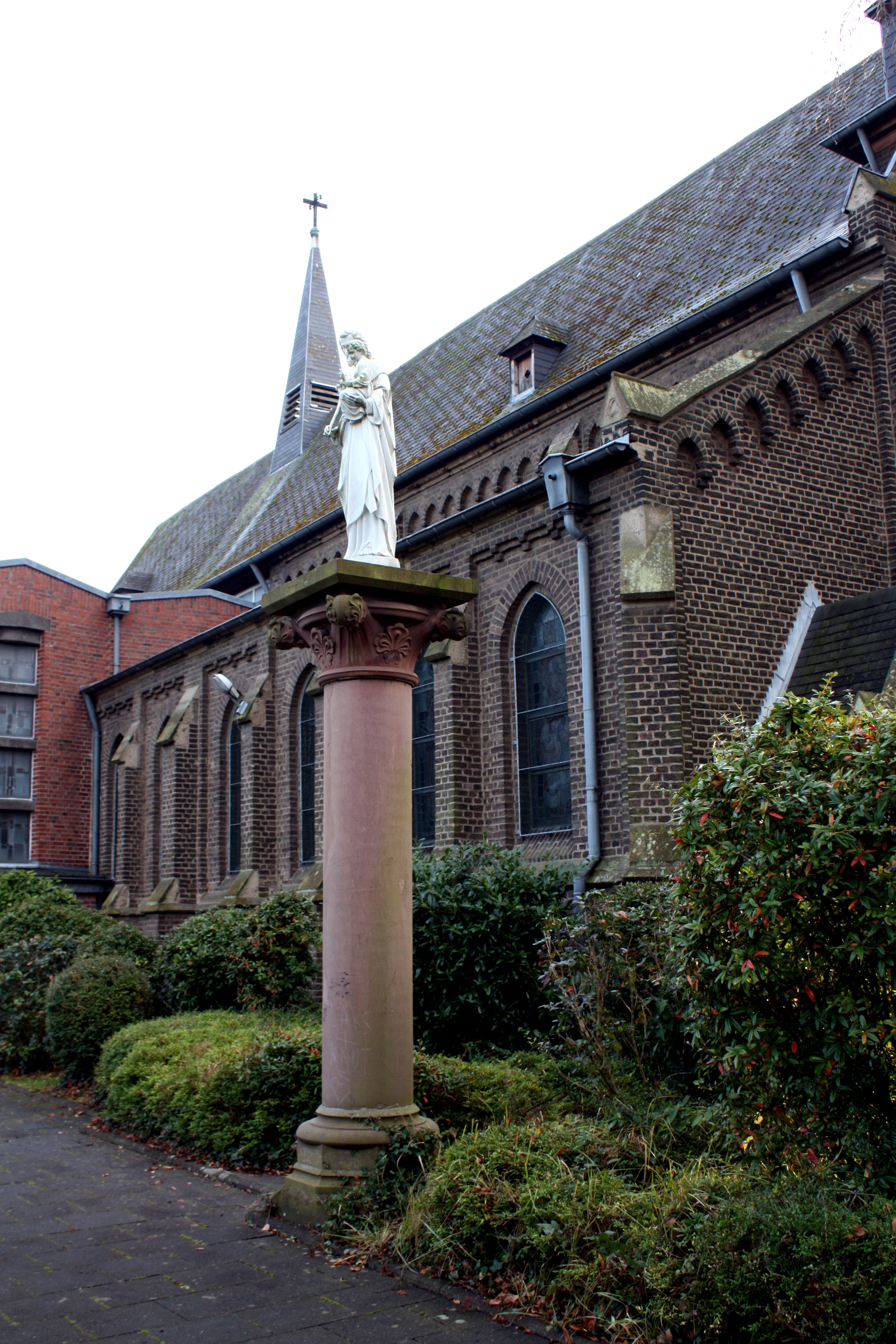
Nordseite, der Kirche entnommene Säule
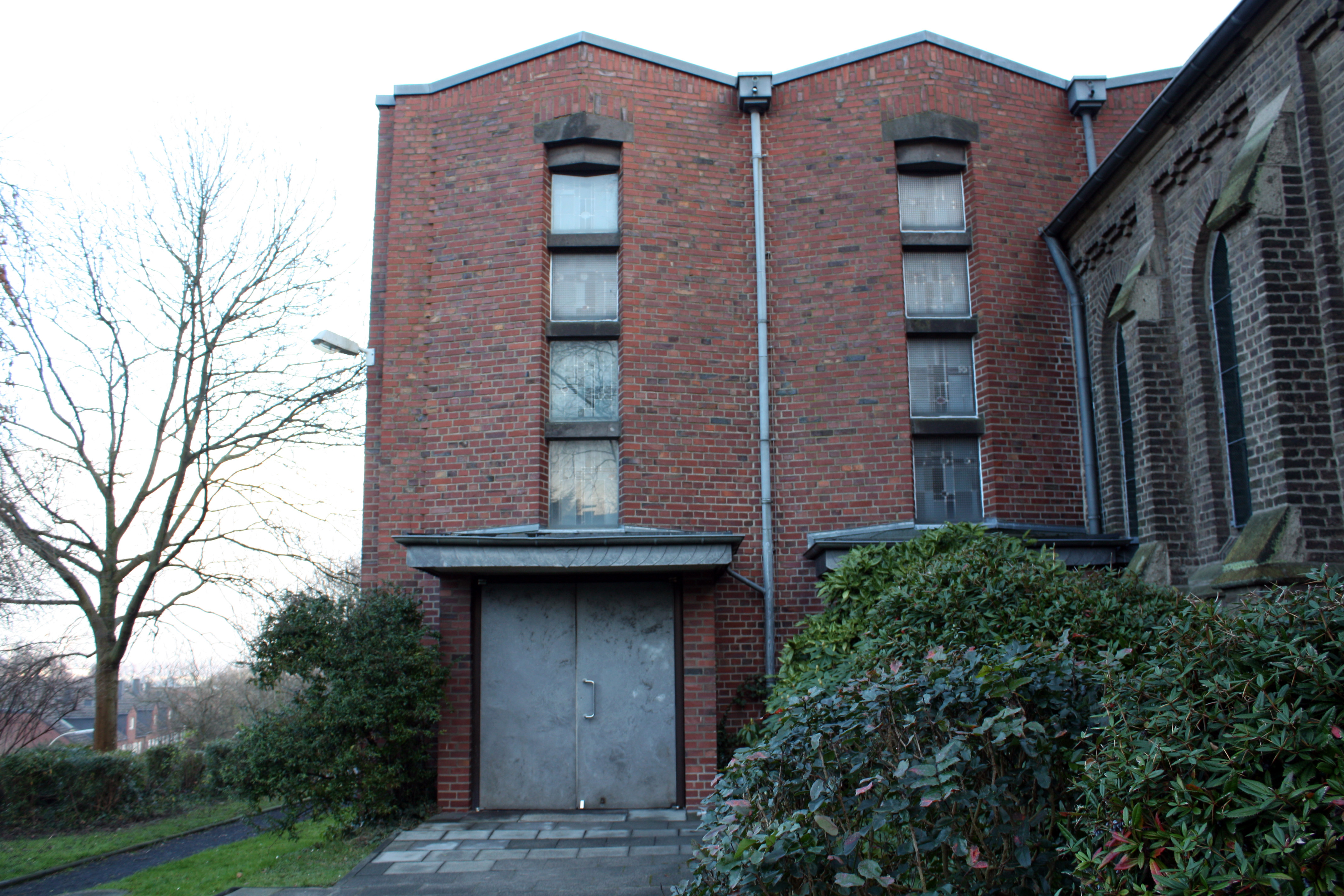
Nordflügel des neuen Querschiffes

Dass die christliche Gemeinde in Fischenich ursprünglich zum Kirchspiel Efferen gehörte, geht auch aus der Lage des Kirchengrundes hervor. Das noch heute von Kirche, Pastorat und weiteren kirchlichen Einrichtungen bestandene Terrain ist mitsamt einem angrenzenden die Kirche noch 1840 umschließenden Kirchhof nachweislich ehemaliger Besitz des Kölner Klosters St. Maria im Capitol. Das von Weingärten umgebene Gelände, in mittlerer Höhenlage des Ortes, lag und liegt südlich neben der Burgruine auf einem geschaffenen Plateau des Hanges, der bis auf die weiter ansteigende Westseite rundherum steil abfällt.

### Baubeschreibung

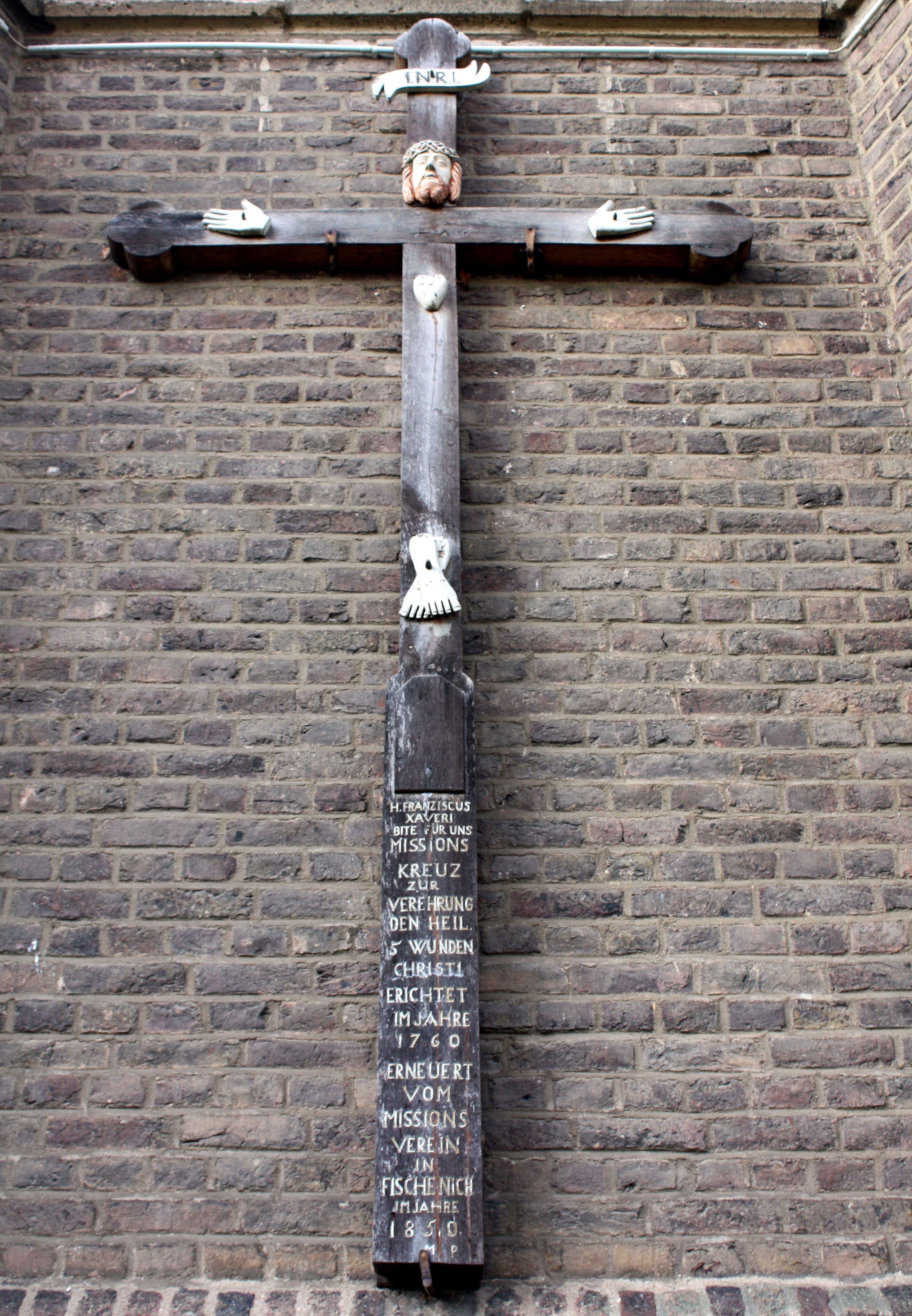
Missionskreuz von 1760

1890 wurde St. Martin von dem Domwerkmeisters Franz Schmitz im neugotischen Stil in einfachem rotbraunem Ziegelmauerwerk gestaltet. Der Sockel, schmale Gesimse und die Abdeckungen des Strebewerks wurden in Tuffstein abgesetzt. Die Einfassungen der Fenster- und Türbögen sind im Mauerwerk durch Verblendungen betont worden. Das gesamte Langschiff wurde unterhalb des an der Ostseite mit einem kleinen Dachreiter gezierten Satteldaches mit einem Kranz kleiner, halbsteinig vorspringender Ziegelbögen verziert. Das Gotteshaus war nun eine dreischiffige Basilika, deren Mittelschiff im Osten mit einem halbrunden Chor abschloss. Die leicht abhängigen Seitenschiffe waren und sind wie heute durch separate Portale zu betreten. Das Hauptportal befand und befindet sich, im übernommenen, dem Mittelschiff vorgelagerten Westturm, dem sich ein südlich angebauter Treppenturm anschließt.

#### Turm und Glocken
Über den Treppenturm gelangt man in den Turm zum Glockenstuhl, der mit einem Geläut von vier Glocken ausgestattet ist. Es sind die Herz-Jesu-, die Gefallenen- und die Pfarrglocke. Diese wurden nach ihrer unfreiwilligen Einschmelzung für Rüstungszwecke nach dem Krieg durch Spenden Fischenicher Bürger ersetzt. Die vierte ist eine alte erhaltene Glocke der Kirche aus dem Jahr 1430. Sie hat die folgende Inschrift:
Johannes Baptist heissen ich
Zu Gottes deynst lyden ich
Al Unweder verdriben ich
Heinrich goys mich.
MCCCCXXX
Der relativ niedrige und stämmige erhaltene Westturm der Vorgängerkirche aus dem Jahr 1728 wurde im Jahr 1901 ein wenig aufgestockt. So hebt sich die alte Kirche in ihrem Erscheinungsbild deutlich von anderen, ebenfalls aus dieser Zeit stammenden Kirchenbauwerken der Gemeinde ab, beispielsweise den Kirchen St. Katharina in Alt-Hürth (1804 Architekt sein Schwiegersohn Theodor Roß), St. Severin Hermülheim (1898 vom gleichen Architekten) und St. Dionysius in Gleuel (1893).

#### Mittel- und Seitenschiff

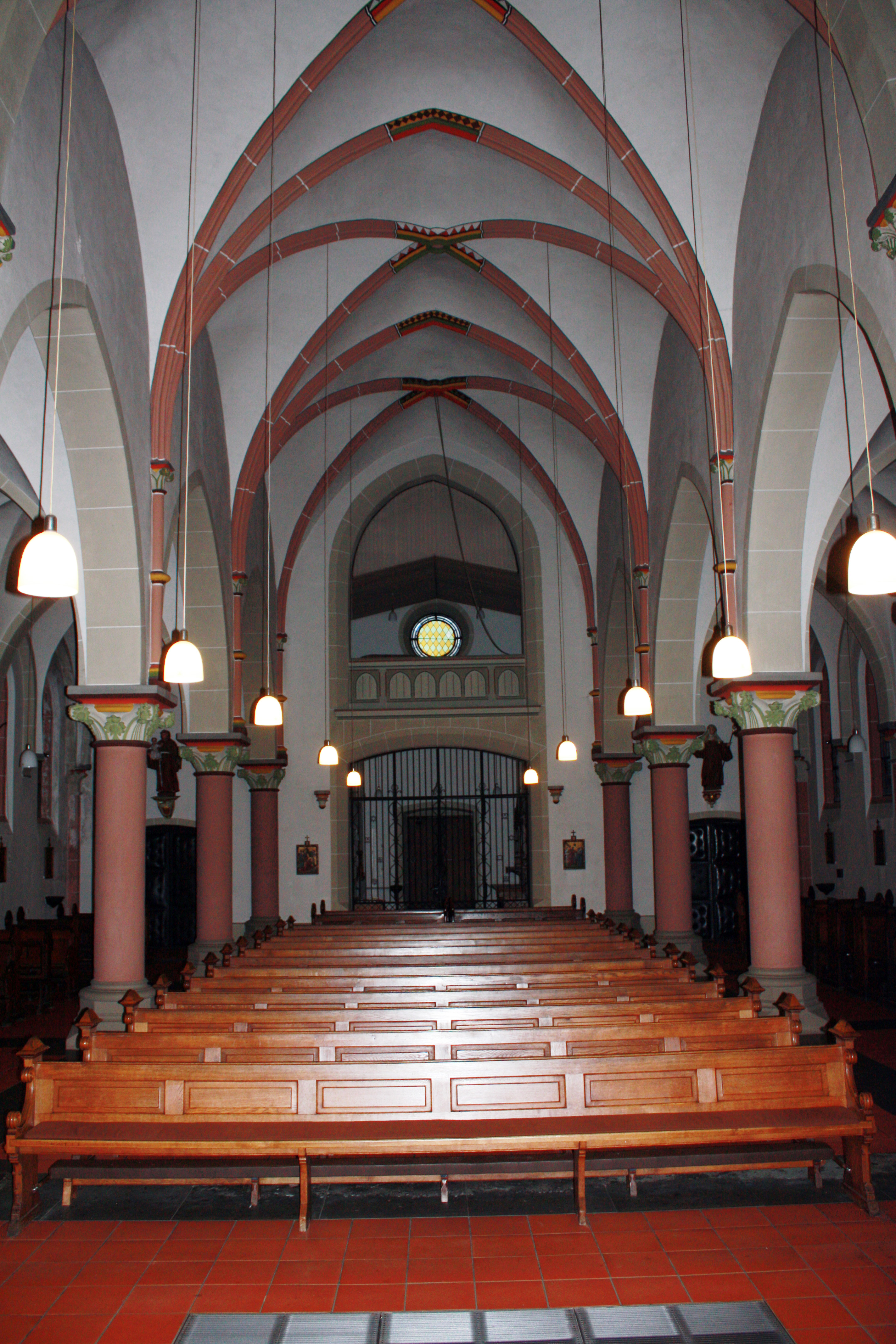
Mittelschiff und Empore
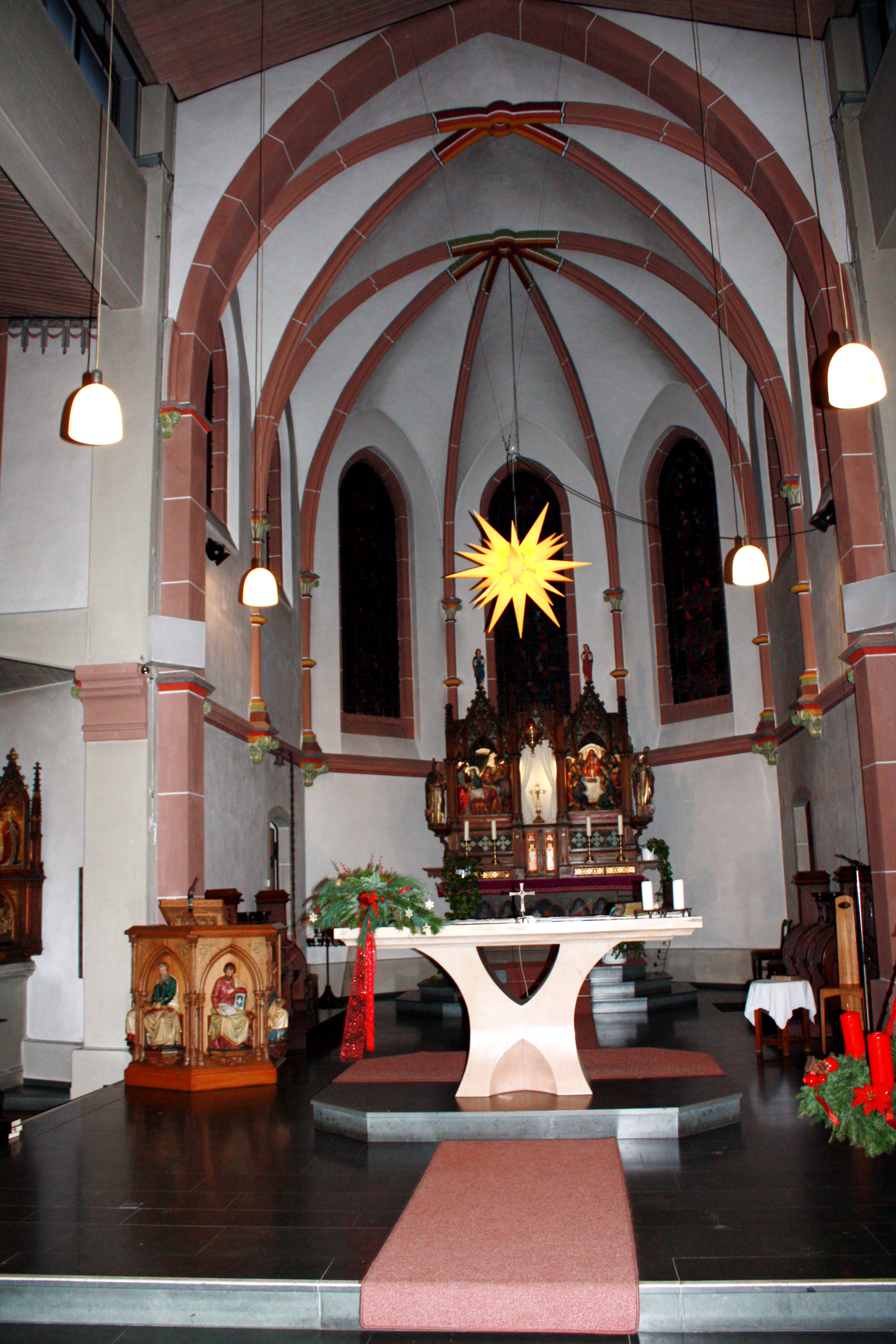
Chorabschnitt
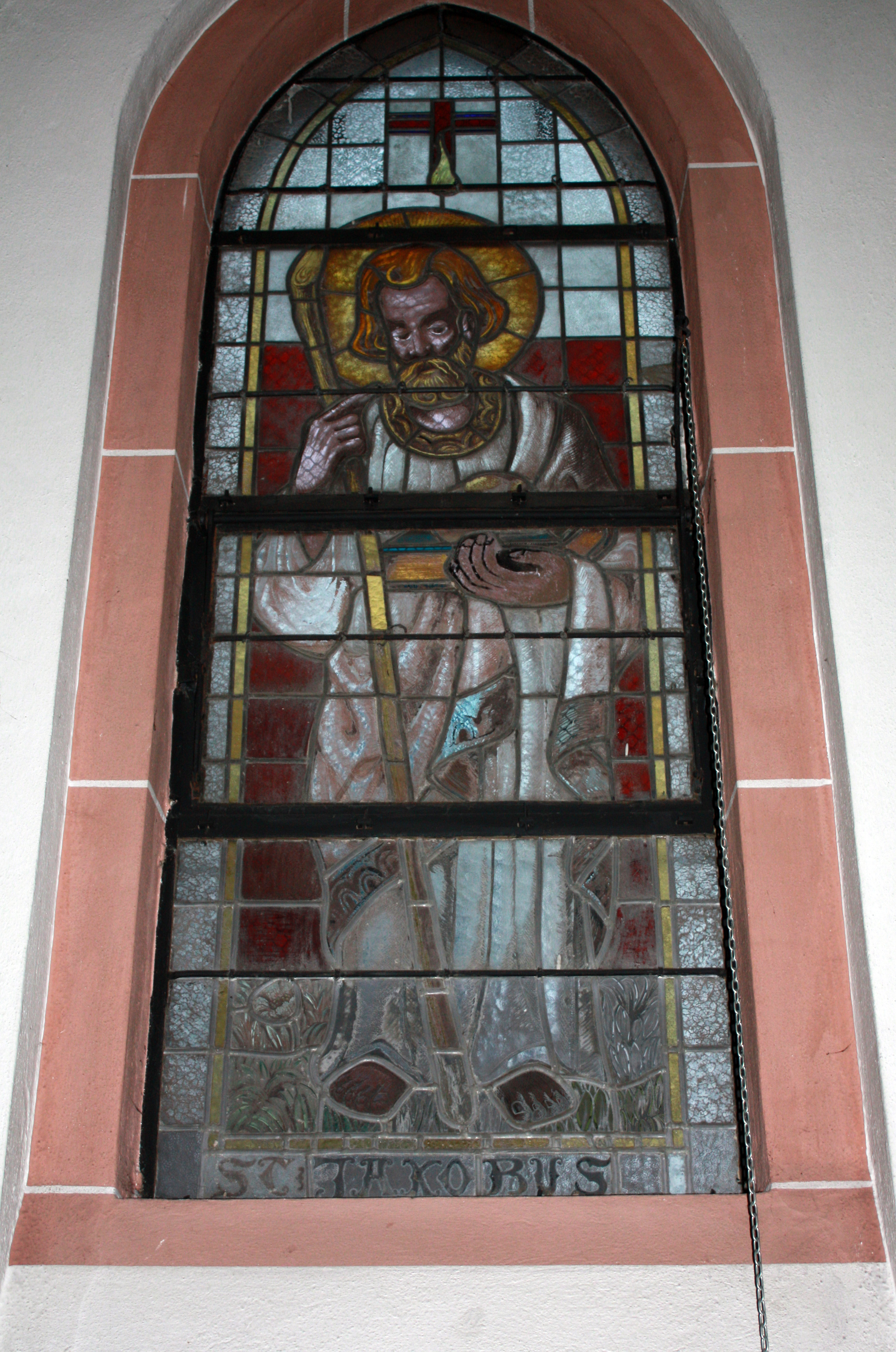
Apostelgeschichte als Verglasung
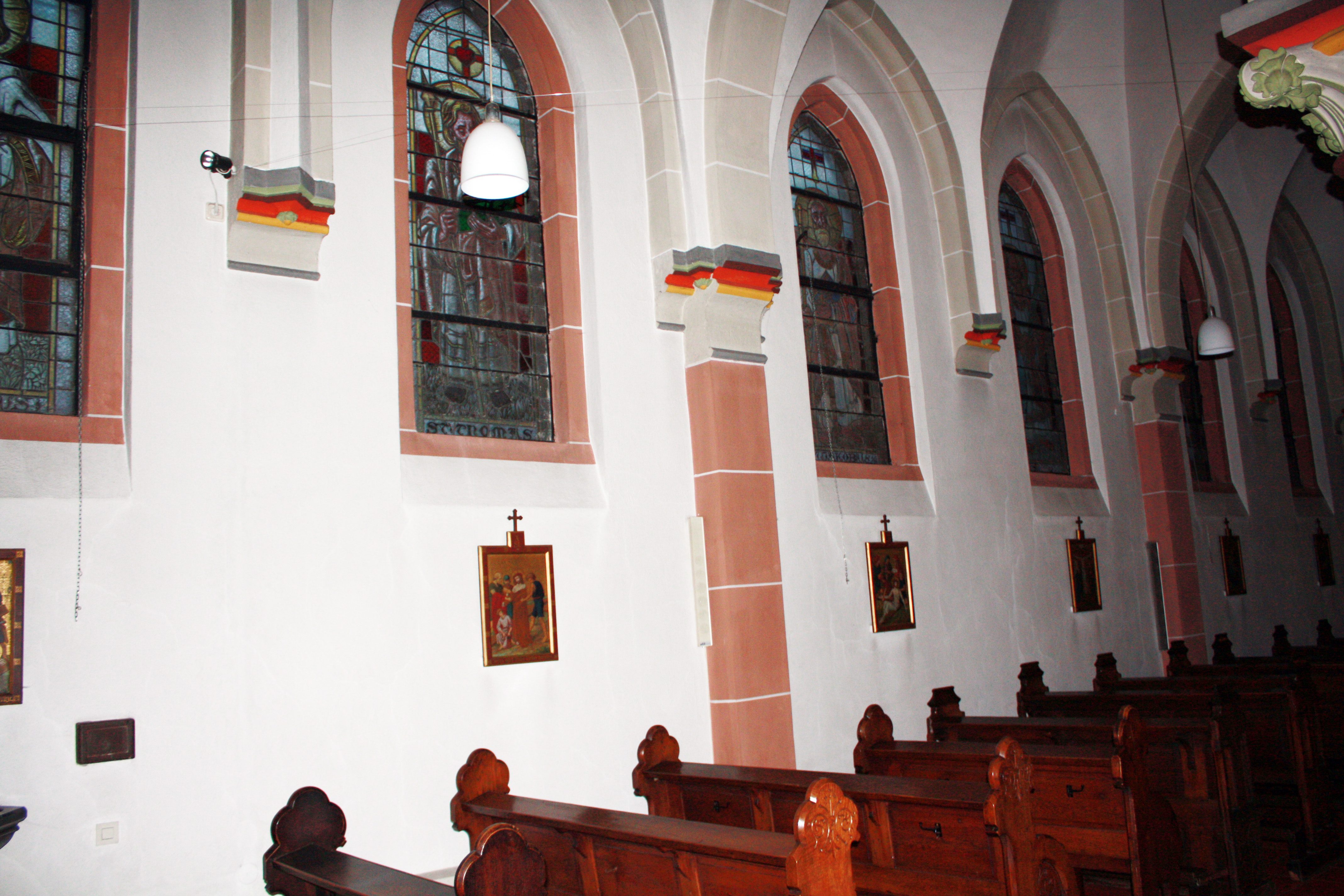
Seitenschiff Nordseite

Durch das Turmportal betritt man die Kirche und befindet sich, den Grundmaßen des Turmes entsprechend, in einem durch ein schmiedeeisernes Gitter vom Kirchenschiff separierten Vorraum. Über ihm befindet sich eine Empore, welche bis zur Vollendung der Erweiterung der Kirche durch ein in den Jahren 1973 bis 1975 gebautes Querschiff einem Orgelprospekt als Standplatz diente. Die aus der Klosterkirche des während der Säkularisation aufgehobenen Klosters der Zisterzienserinnen in Brühl-Heide stammende Orgel befindet sich nun im nördlichen Flügel. Sie ist auf eine ungewöhnliche Art aufgestellt worden. Sie steht, wie die Statue des hl. Josef an der nördlichen Außenwand, auf einer der beim Umbau entbehrlich gewordenen Jochsäulen des Mittelschiffes. Die verbliebenen Säulen tragen nun die Rundbogen zu den Seitenschiffen, die wie das Mittelschiff und der Chorbereich ein Kreuzrippengewölbe haben.

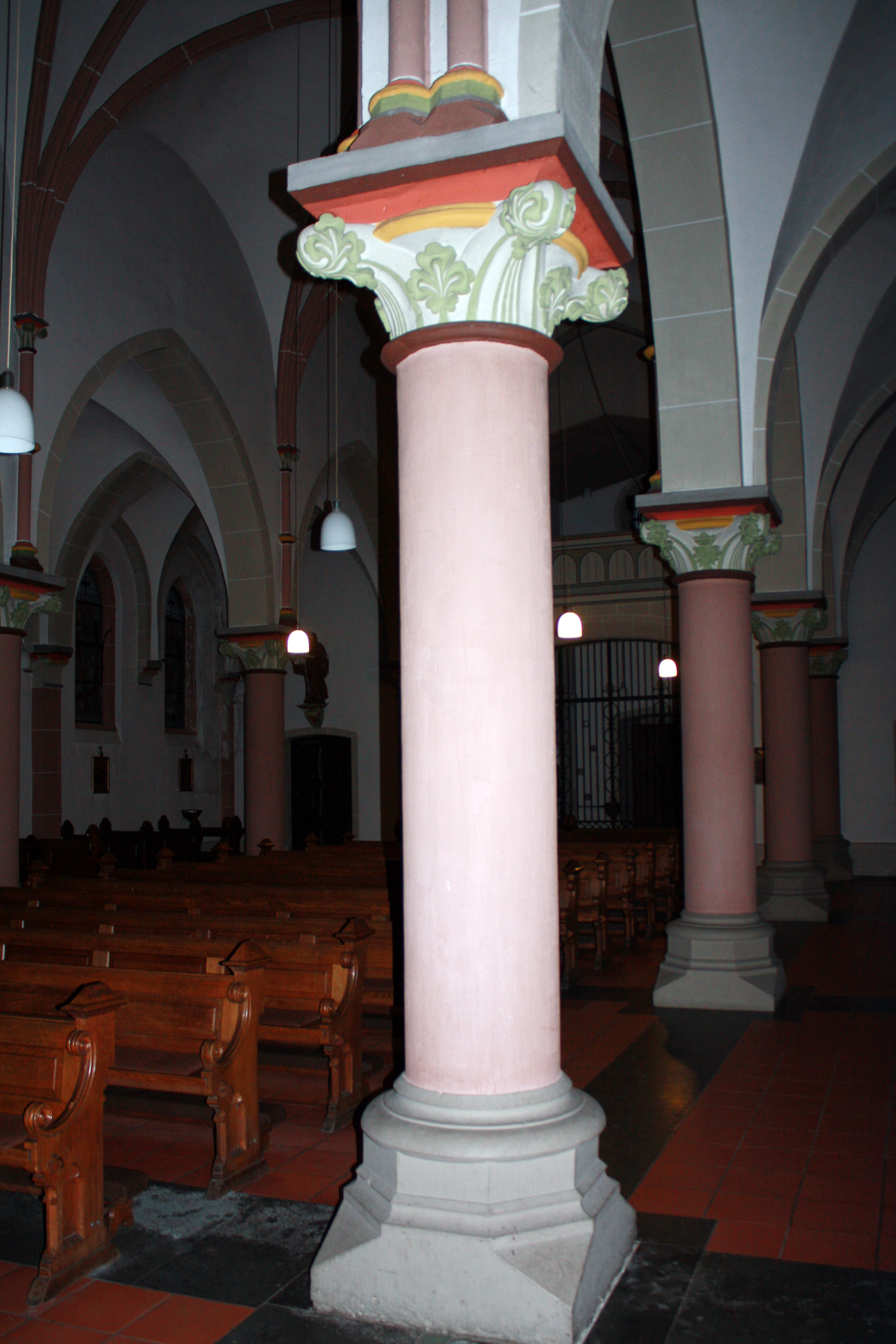
Säulenarchitektur

Das Querschiff ersetzte den letzten Jochabschnitt vor dem Chor. Es ist in seiner Höhe dem übrigen Kirchenschiff angepasst und mit einer schlichten Holzdecke versehenen. Im Gegensatz zu den in Französischen Ocker von den weiß getünchten Wänden abgesetzten Spitzbogenfenstern der Seitenschiffe, deren Verglasungen die Apostel mit einem Attribut ihres Martyriums darstellen, sind die Glasarbeiten der Fenster im Querschiff mit modernen Mosaiken gestaltet.

#### Querschiff
Die in den ehemaligen, durch den Umbau verlorenen, seitlichen Konchen aufgestellten Altäre, stehen nun an den Ostwänden des Querschiffes. Es ist auf der nördlichen Seite ein der Muttergottes geweihter Altar, an dessen rechter Seite die Figur des in Köln geborenen Mystikers und Heiligen Hermann Joseph kniet und wie in einer mit ihm verbundenen Legende der Gottesmutter einen Apfel reicht. Hier im Nordflügel wurde auch die aus dem Kloster Benden stammende alte, in der Zeit des Barock gefertigte Orgel aufgestellt. Sie steht auf einer der durch den Umbau entbehrlich gewordenen Säulen und wird von dem ebenerdigen Orgeltisch aus bedient. Dieser Seitenflügel hat einen äußeren Zugang und ist wie der Südflügel des Querschiffes mit einem modernen Beichtgestühl an der westlichen Wand ausgestattet.

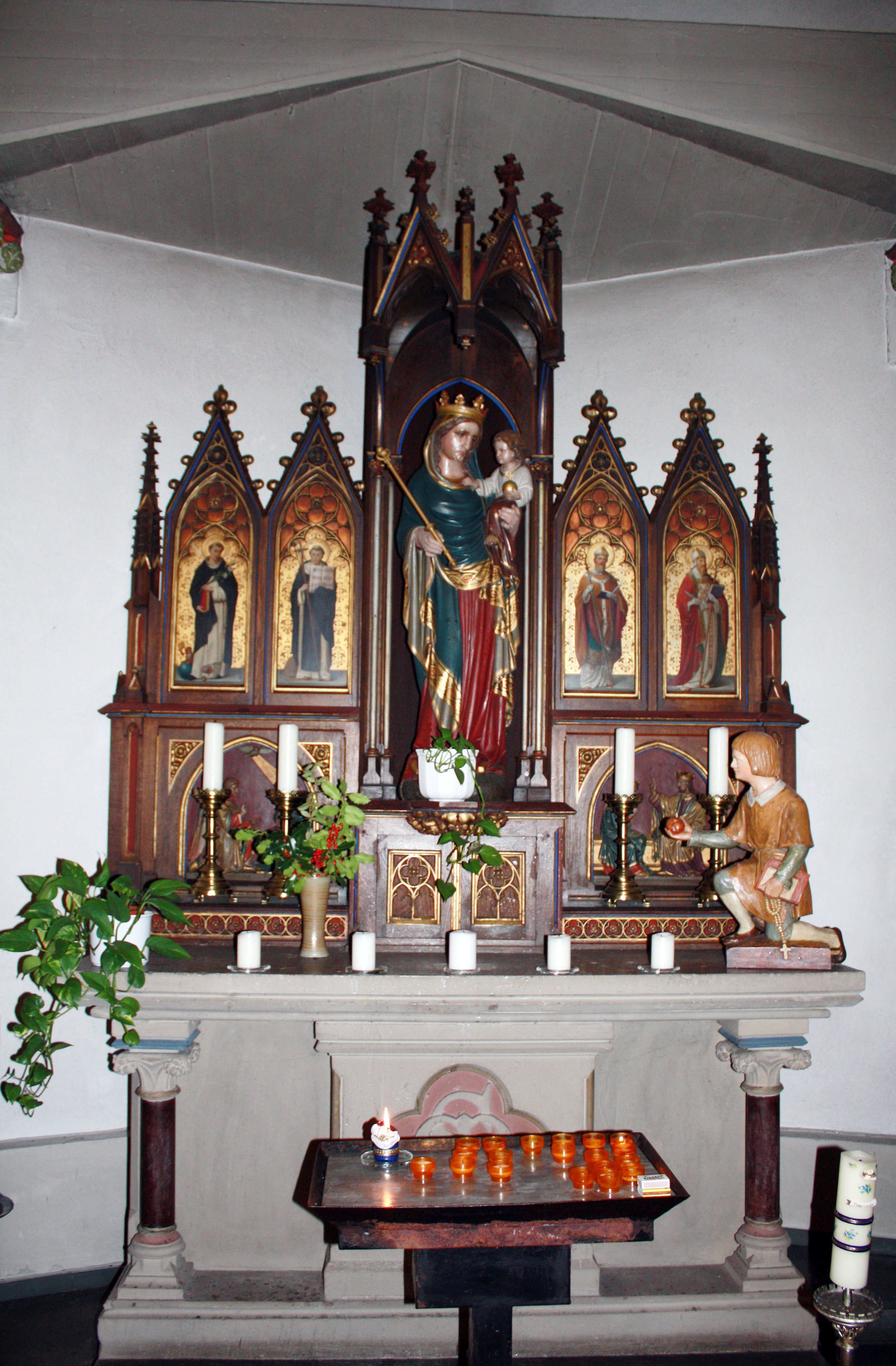
Marienaltar
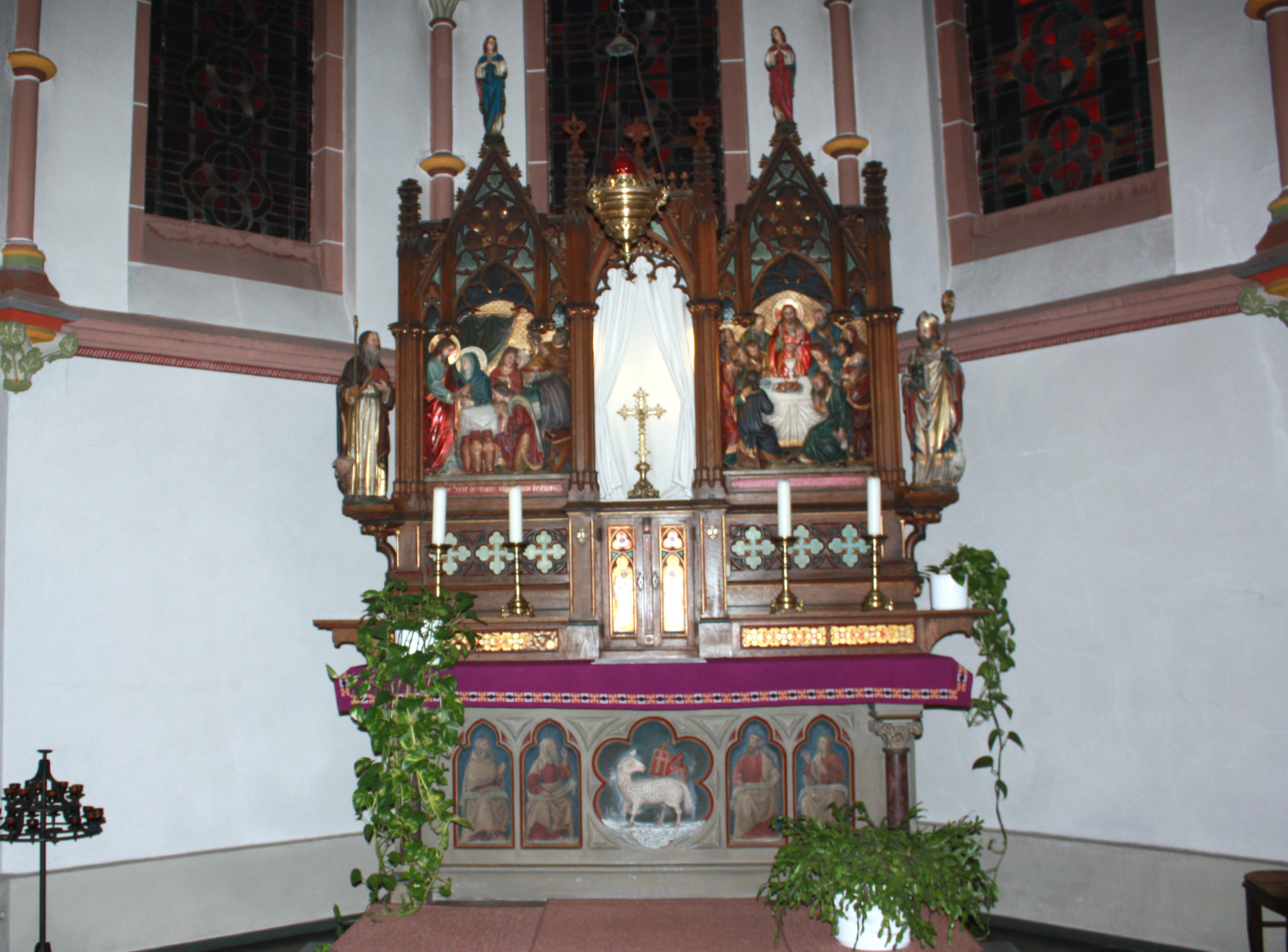
Hauptaltar
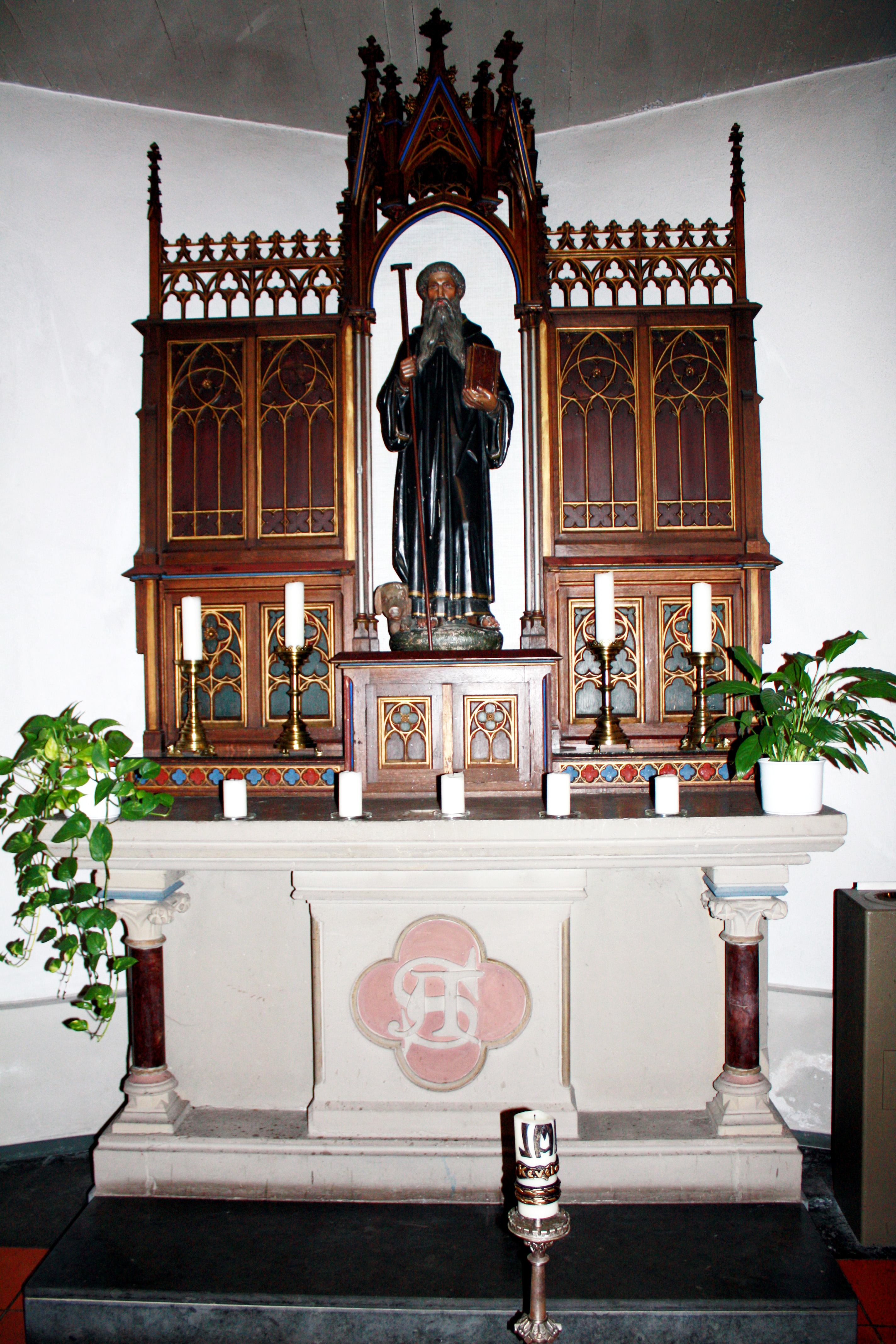
Antoniusseitenaltar
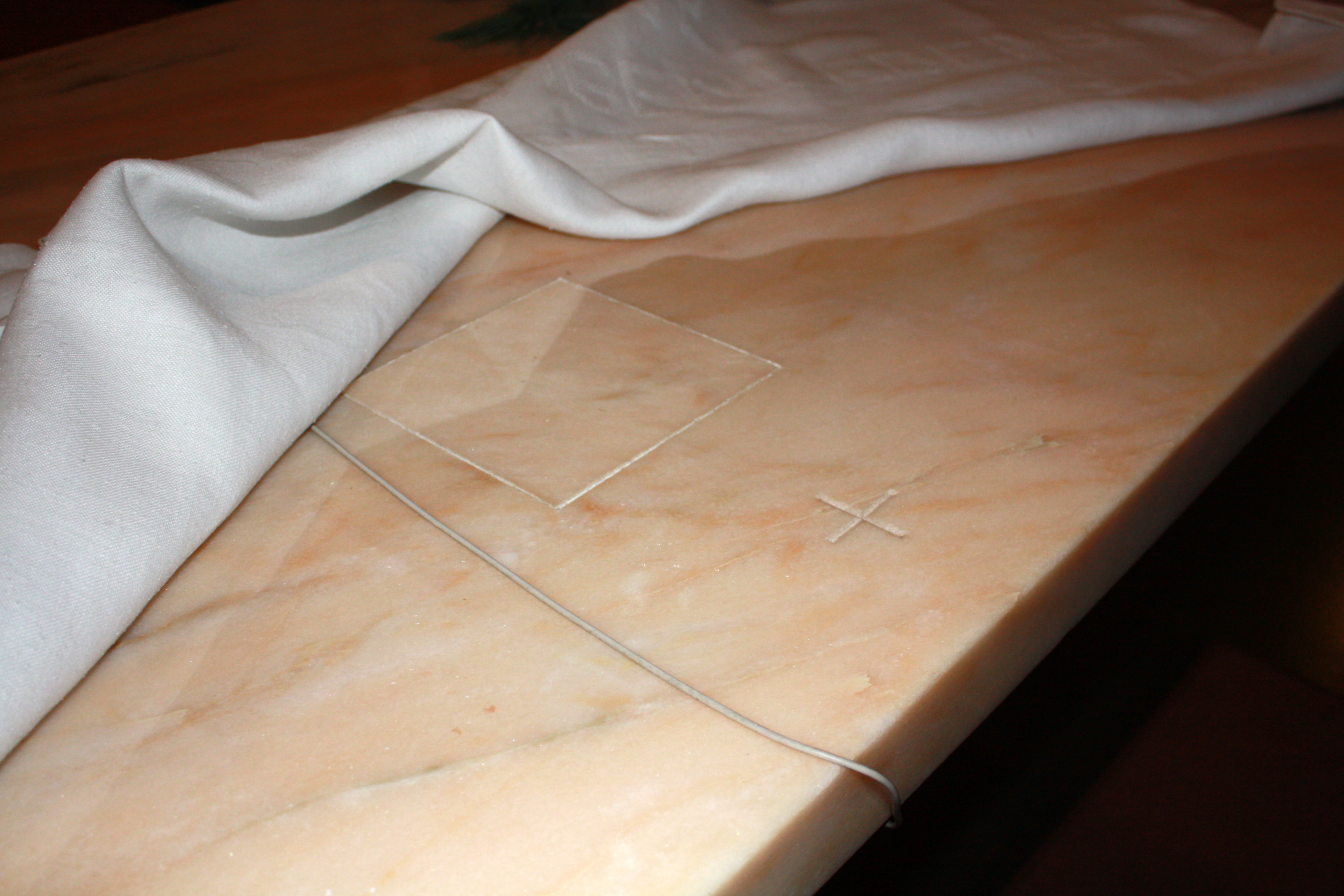
Der Zelebrationsaltar mit eingelassenen Reliquien

Im Südflügel steht an der Ostwand der zweite Seitenaltar der Kirche. Er ist nach Martinus einem weiteren Patron der Kirche, dem hl. Antonius, geweiht. Rechts des Altars, vor der Südwand, steht eine weitere Kostbarkeit der Kirche, ein Taufstein aus dem Jahr 1875. Wie auf der anderen Seite des Querschiffes ist der mit roten Steinfliesen ausgelegte Fußboden mit einer Anzahl Bänken dem Zelebrationsaltar zugewandt.

#### Chorbereich
Vor dem Halbrund des ebenfalls mit farbig verglasten Spitzbogenfenstern versehenen Chores steht der Hochaltar. Er ist ausgestattet mit einem Tabernakel und dem auf ihm stehenden, obligatorischen Altarkreuz. Zu beiden Seiten von diesem befinden sich Bilder mit Darstellungen aus dem Leben Jesu. Der Altar wird flankiert von alten geschnitzten Figuren des Martinus als Bischof und dem als Heiligen verehrten ägyptischen Mönch Antonius.
In den Wänden des vorderen Chorhalbrundes befinden sich zwei sich gegenüber liegende Türen. Die linke Tür führt in die Sakristei, die rechte führt in einen Raum, der einen Zugang zu einem Kellerraum hatte. In diesem soll zu früherer Zeit der Totengräber seine Werkstatt gehabt haben.
Vor dem Altar im insgesamt leicht erhöhten Chorbereich steht an dessen Rand die ehemalige Hochkanzel als ebenerdiges Pult. Ein aus Marmor gefertigter Altartisch steht in der vorderen Mitte des Chors und birgt in seiner Platte eingelassene Reliquien der hl. Ursula. In der Mitte des Chores hängt das im Gewölbe befestigte Ewige Licht. Es soll an die ständige Anwesenheit Gottes erinnern.

### Orgel
Die Disposition der Orgel umfasst 20 Register auf zwei Manualen und Pedal. Der Spieltisch steht frei an der Ostseite des Nordschiffes. Spiel- und Registertraktur sind elektrisch. Daumenpistons aktivieren die Registrierung über die Registerwippen, sowie zwei freie und fünf feste Kombinationen: Piano, Mezzoforte, Forte, Tutti und Organo Pleno. Über das Alter der Orgel und des Spieltischs ist wenig bekannt, jedoch ist anzunehmen, dass der Bau des elektrischen Spieltisch gemeinsam mit der Umstellung der Orgel im Zuge der Erweiterung um das Querschiff erfolgte. Klang und Bauweise einzelner Register lassen zudem vermuten, dass das Pfeifenmaterial der Orgel möglicherweise bis ins 16. Jahrhundert zurückreicht. Sowohl Gehäuse als auch Umfang der Disposition wurden in der Geschichte der Kirche derart verändert, dass sich ihr ursprünglicher Zustand nicht mehr ohne entsprechende Nachforschungen feststellen lässt.
| I Hauptwerk C-g3 | I Hauptwerk C-g3 | I Hauptwerk C-g3 | II Positiv C-g3 | II Positiv C-g3 | II Positiv C-g3 | Pedal C-f1 | Pedal C-f1    | Pedal C-f1 |
| 1.               | Prinzipal        | 8'               | 10.             | Rohrflöte       | 8'              | 17.        | Subbass       | 16'        |
| 2.               | Gedackt          | 8'               | 11.             | Salizional      | 8'              | 18.        | Prinzipalbass | 8'         |
| 3.               | Oktave           | 4'               | 12.             | Prinzipal       | 4'              | 19.        | Gedacktbass   | 8'         |
| 4.               | Flöte            | 4'               | 13.             | Gemshorn        | 2'              | 20.        | Pfiffaro      | 4' + 2'    |
| 5.               | Quinte           | 2 2/3'           | 14.             | Quinte          | 1 1/3'          |            |               |            |
| 6.               | Superoktave      | 2'               | 15.             | Scharff III     |                 |            |               |            |
| 7.               | Cornett V Disk.  | 8'               | 16.             | Dulcian         | 8'              |            |               |            |
| 8.               | Mixtur IV        |                  |                 | Tremulant       |                 |            |               |            |
| 9.               | Trompete         | 8'               |                 |                 |                 |            |               |            |

- Koppeln: II/I, I/P, II/P

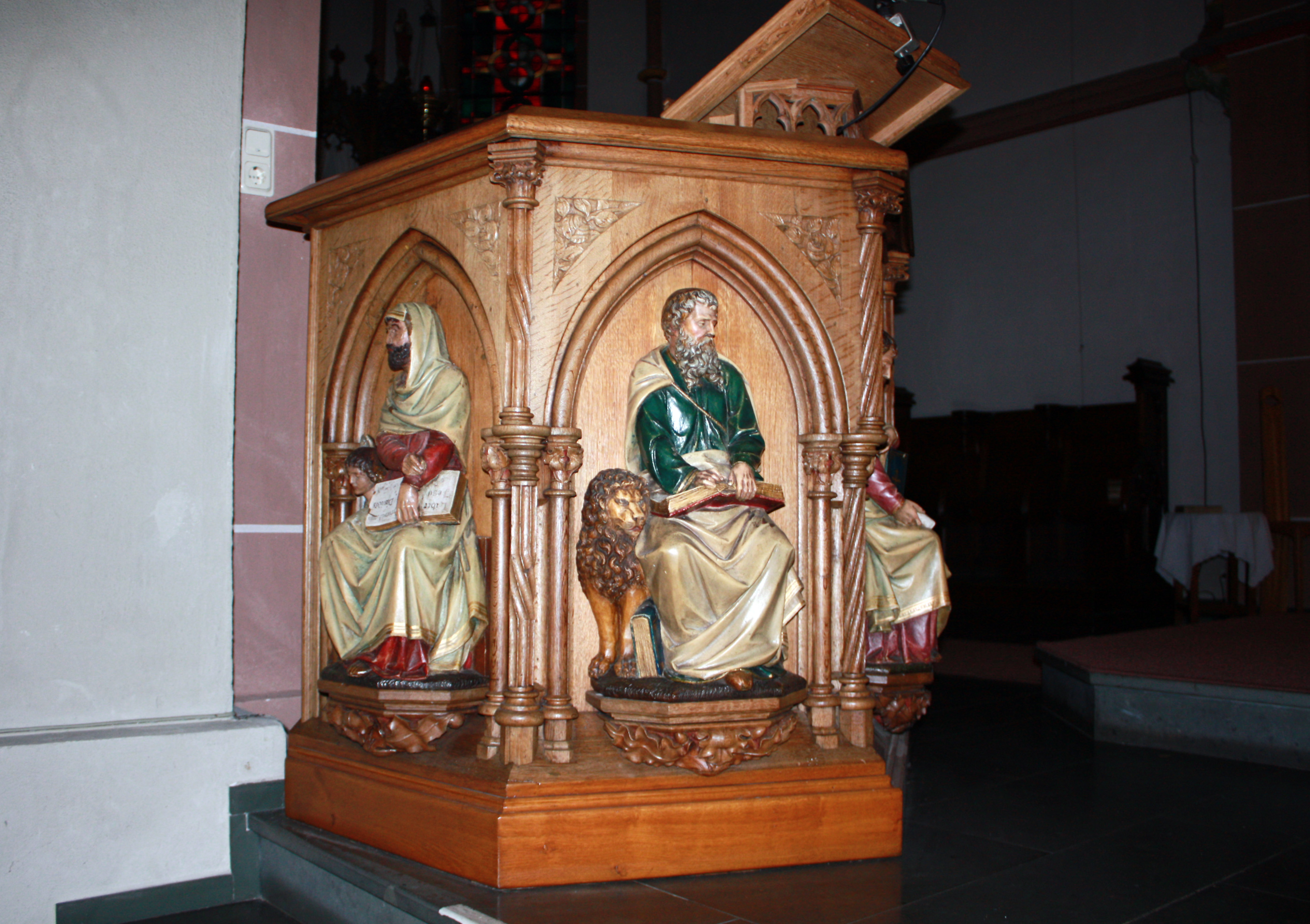
Die Kanzel befand sich vor dem Umbau an einer Säule
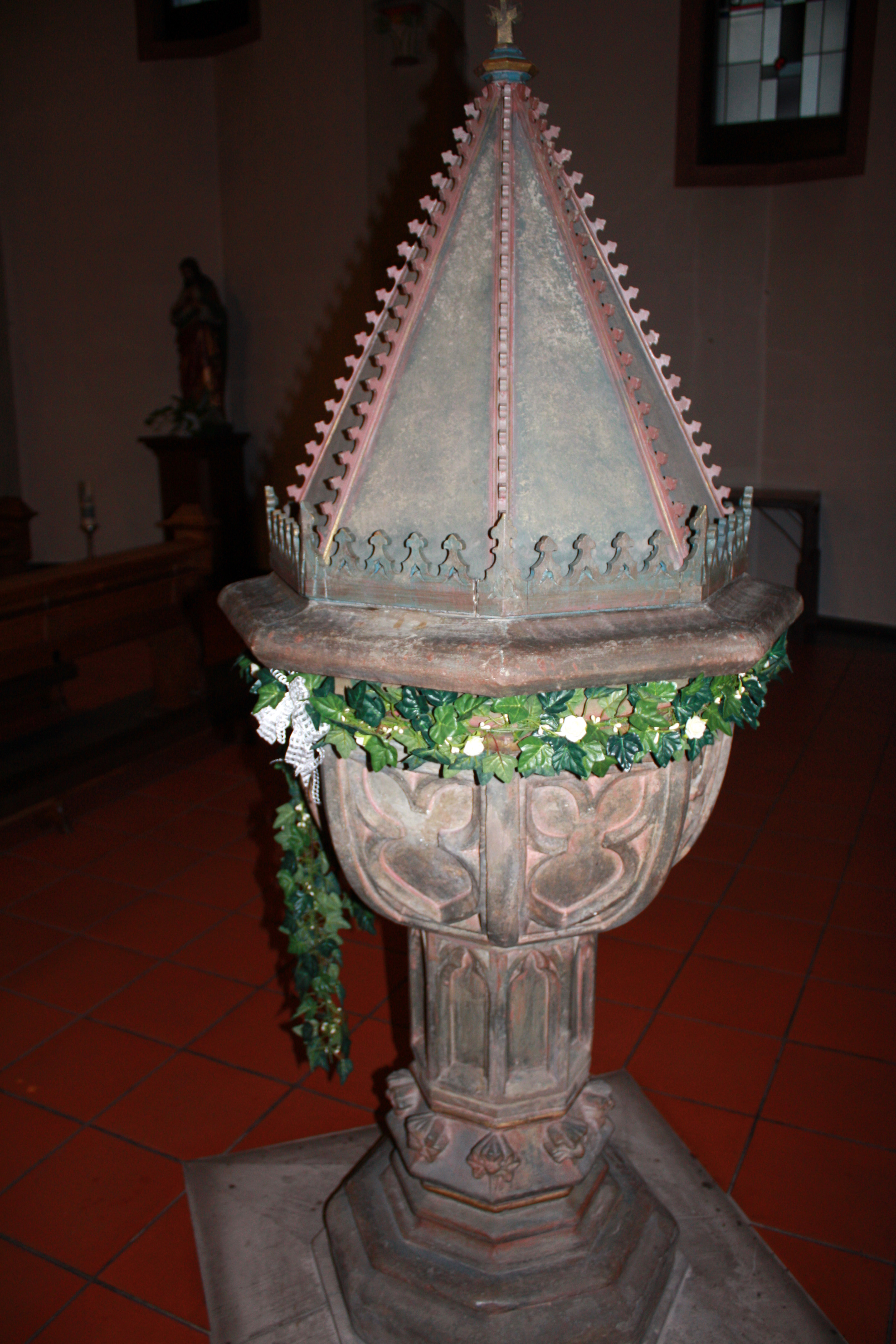
Taufbecken von 1875
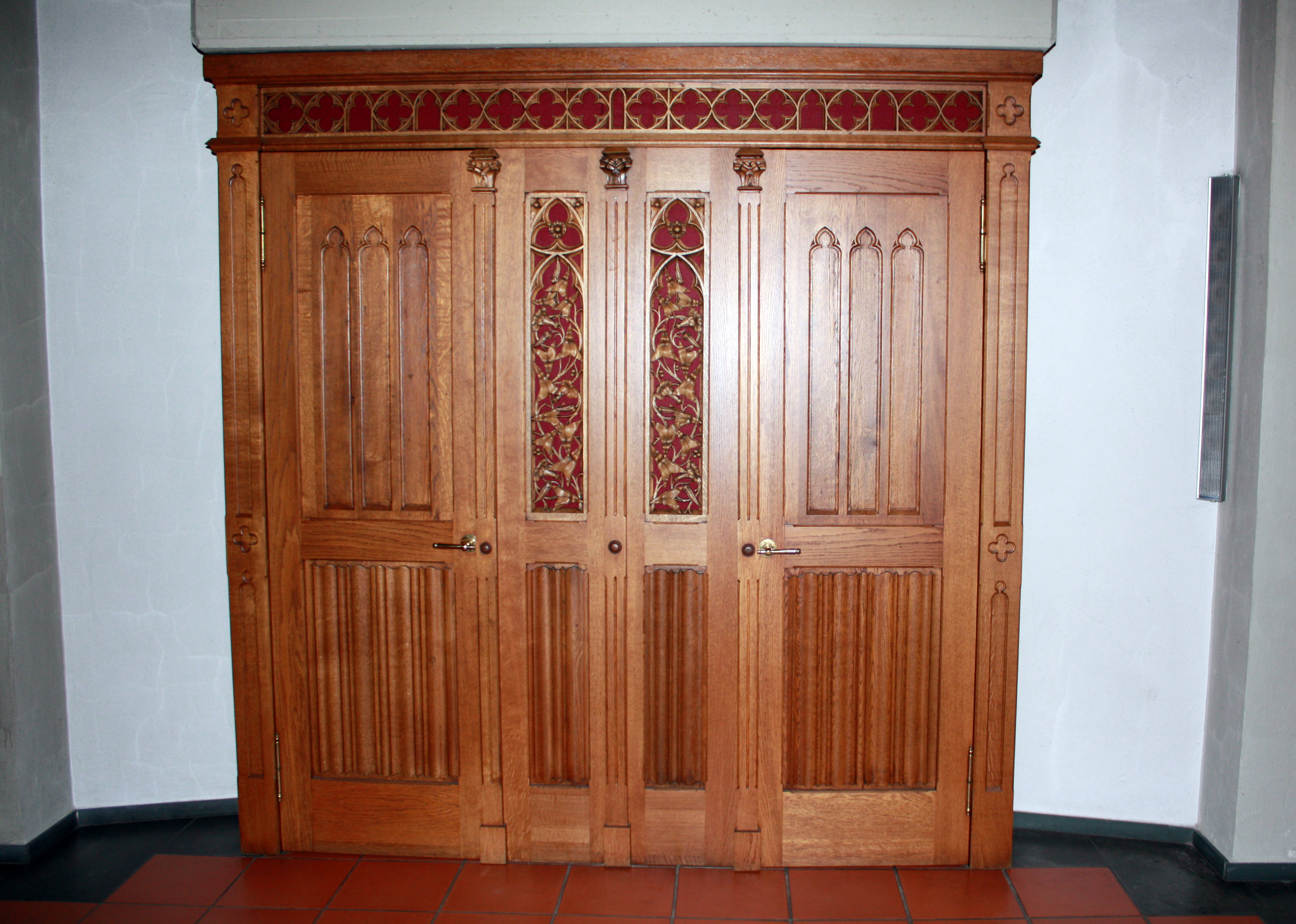
Modernes Beichtgestühl
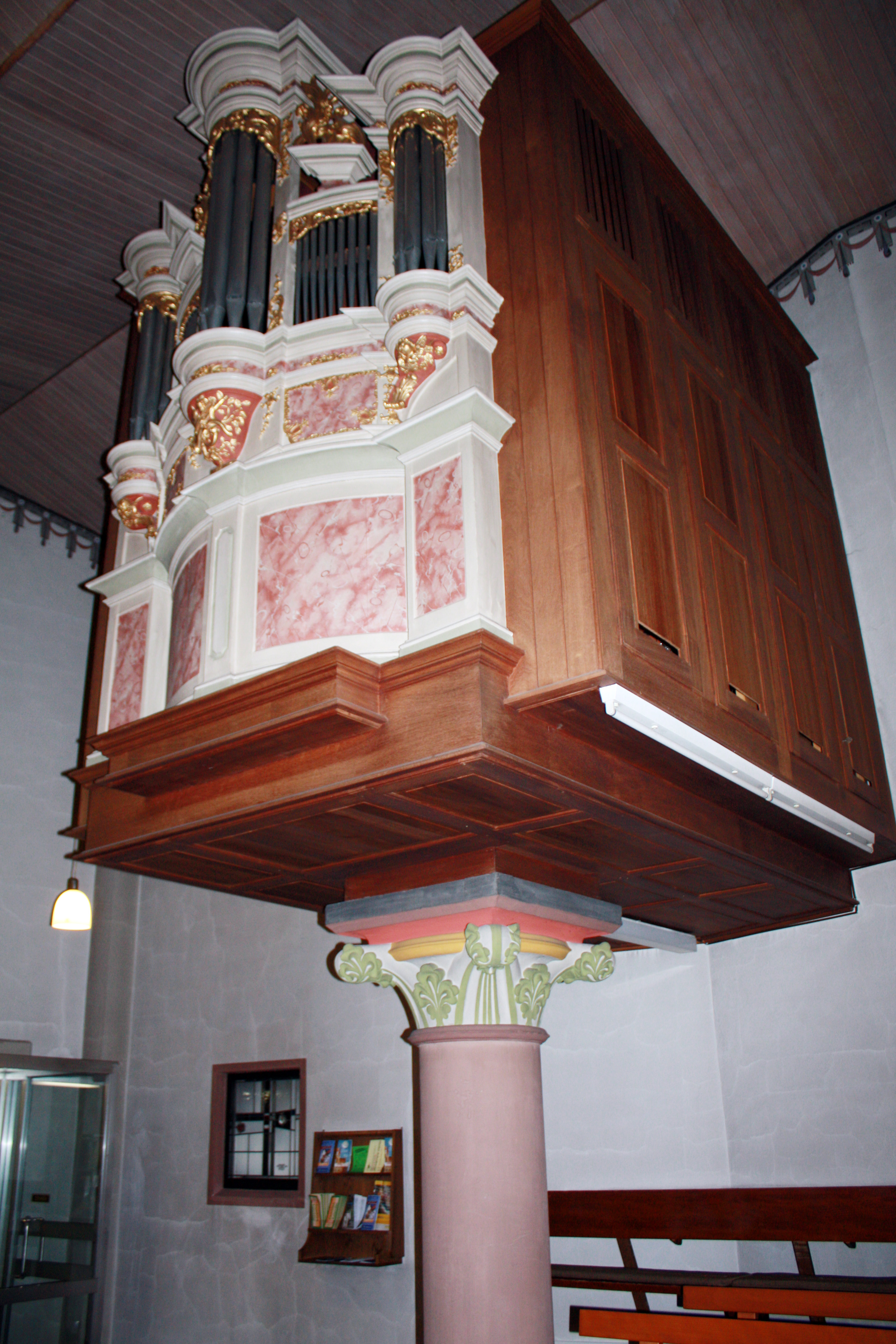
Orgel aus dem ehem. Kloster Benden

Eine die westliche Schmalseite schmückende „Kreuzabnahme nach Rubens“, wahrscheinlich ein flämisches Bildnis vom Ende des 16. / Anfang des 17. Jahrhunderts, fand, da die Kirche nicht klimatisiert ist, nach erforderlicher Restaurierung im Pfarrhaus einen Platz. An der Außenwand des Chores hängt das „Fünf-Wunden-Kreuz“, ein Missionskreuz von 1760, das keinen Corpus, sondern nur die fünf Wundmale des Gekreuzigten trägt. Ein weiteres mit einem Dach versehenes Missionskreuz hängt an der Nordseite des Turmes.

### Station des Jakobsweges

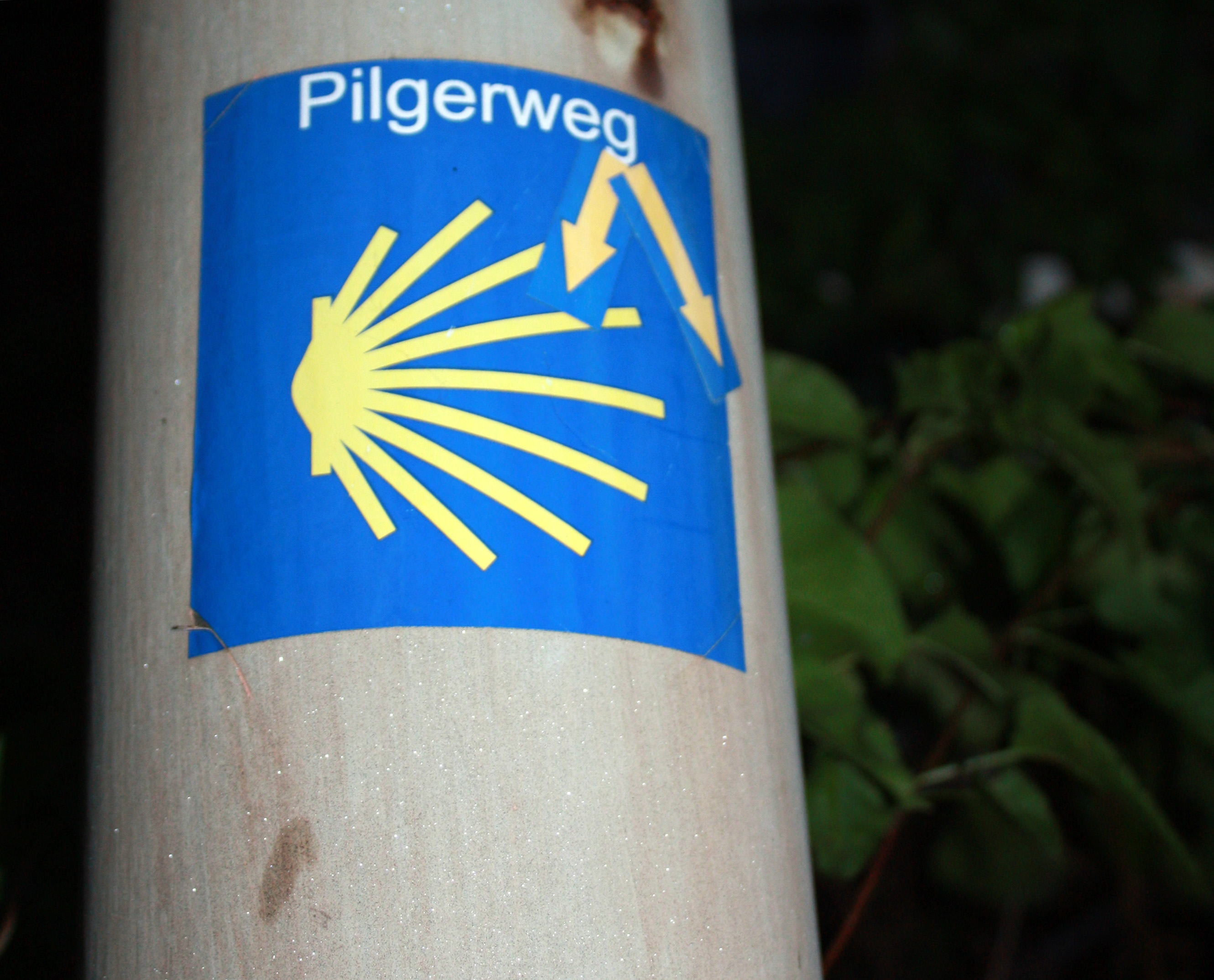
Markierung gegenüber der Kirche

Die alte Fischenicher Kirche St. Martin ist auch ein von Pilgern aufgesuchter Ort, denn sie ist eine der Stationen des Jakobsweges, des Wegs zum Grab des Apostels Jakobus in Santiago de Compostela in Spanien.

### Stempel für den Pilgerpass

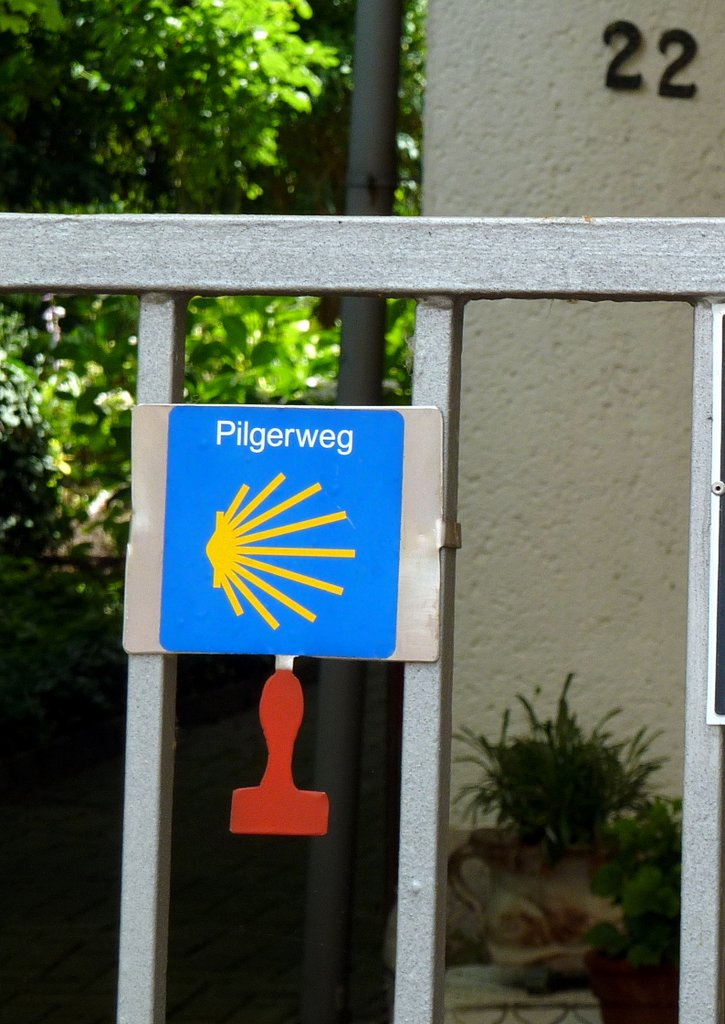
Direkt am Pilgerweg, An St. Martin 22, das Schild mit dem Stempelsymbol

Einen Pilgerstempel in den Pilgerpass bekommt man im Haus An St. Martin 22, gegenüber der Kirche.

### Pfarrverband
St. Martin in Fischenich gehört heute zu den vier Gemeinden, die den Pfarrverband Ville-Hürth bilden. Zu diesem gehören die Kirchen St. Katharina in Alt-Hürth, St. Johann Baptist in Kendenich, und St. Wendelinus in Berrenrath.